# Don't Drink the Water
Don't Drink the Water è un film televisivo del 1994, scritto, diretto ed interpretato da Woody Allen. Il film è basato sull'omonima piece teatrale scritta dallo stesso Allen nel 1966. Precedentemente l'opera era stata trasposta sul grande schermo nel 1969 da Howard Morris in Come ti dirotto il jet, che però aveva lasciato Allen insoddisfatto, al punto da portarlo, 25 anni dopo, a dirigere lui stesso questa versione per la televisione prodotta dalla ABC.

## Trama
Un'inconsapevole famiglia di turisti statunitensi, che vengono scambiati per spie, rimane intrappolata oltre la cortina di ferro durante gli anni della guerra fredda nell'ambasciata americana. Non essendo presente l'ambasciatore, spetterà al maldestro figlio la gestione della crisi.